# Freaks – Du bist eine von uns
Freaks – Du bist eine von uns (bra: Freaks: Um de Nós; prt: Freaks: És como Nós) é um filme de super-heróis alemão de 2020 dirigido por Felix Binder, escrito por Marc O. Seng e estrelado por Cornelia Gröschel, Tim Oliver Schultz e Wotan Wilke Möhring. O filme é uma cooperação entre Das Kleines Fernsehspiel, da ZDF, e a plataforma de streaming Netflix.
Foi lançado em 2 de setembro de 2020.

## Sinopse
Wendy trabalha em uma lanchonete e mora com o marido e o filho em um subúrbio sem nome na Alemanha. Quando ela conhece o sem-teto Marek, sua vida muda. Ele a aconselha a parar de tomar os comprimidos que seu psiquiatra prescreveu para ela. Ela os leva por causa de um evento em sua infância, onde ela esteve inexplicavelmente envolvida na morte do diretor da escola. Ele também diz a ela “Você é uma de nós”, então pula de uma ponte de uma rodovia e é atropelado. Na noite seguinte, ela encontra Marek novamente, que está ileso. Isso a convence a parar de tomar os comprimidos.
Depois que ela sai da lanchonete após seu próximo turno, ela é atacada. Ela descobre seus poderes e arremessa seus agressores no ar por vários metros. Então ela usa suas habilidades e ameaça seu chefe para conseguir uma promoção. Seu colega Elmar, que também tem poderes, vê isso.
Juntos, eles tentam descobrir a origem de suas habilidades e descobrir uma conspiração do governo. O governo tenta prender pessoas com habilidades e drogá-las para suprimir as forças.

## Elenco
- Cornelia Gröschel: Wendy
- Tim Oliver Schultz: Elmar
- Wotan Wilke Möhring: Marek
- Nina Kunzendorf: Dr. Stern
- Frederic Linkemann: Lars
- Finnlay Berger: Karl
- Gisa Flake: Angela
- Ralph Herforth: Gerhart
- Thelma Buabeng: Chantal